# 旋律
旋律（英語：melody）是由一系列不同或相同音高的音，以特定的高低关系和节奏关系联系起来的一种音的序列。旋律对于人的听觉感观来说相当于视觉感观中的线条的概念。旋律是体现音乐作品的思想感情的主要元素之一。
旋律进行中出现的高高低低的音通过节奏的变换形成的一种线条性的错落组织，叫作旋律线，将乐谱中的音高位置用线条连接起来，就是一条形象的旋律线。也就是说，旋律是和节奏紧密联系的。
一般来说，上行的旋律逐步倾向于紧张，而下行的旋律逐步倾向于放松。